# 20375 Sherrigerten
20375 Sherrigerten è un asteroide della fascia principale. Scoperto nel 1998, presenta un'orbita caratterizzata da un semiasse maggiore pari a 2,5778824 UA e da un'eccentricità di 0,0766647, inclinata di 7,02469° rispetto all'eclittica.